# 東京空港警察署
東京空港警察署（とうきょうくうこうけいさつしょ）は、警視庁が管轄する空港警察署である。
警視庁第二方面に属し、大田区の東京国際空港（羽田空港）一帯を管轄している。
署員数およそ250名、識別章所属表示はNJ。
署長は警視。近年は警備畑の者が就く傾向にあり、次の異動で機動隊長に就くケースが多い。

## 所在地
- 東京都大田区羽田空港三丁目4番1号
  - 最寄駅：東京モノレール羽田線羽田空港第2ターミナル駅および京急空港線羽田空港第1・第2ターミナル駅

## 管轄区域
- 大田区の内、羽田空港一丁目、同二丁目、同三丁目

## 沿革
1952年、連合国軍最高司令官総司令部に接収されていた東京飛行場が日本に返還され、東京国際空港（羽田空港）として民間機の運航が再開された。これにあわせて、空港内の警察業務のため、蒲田警察署からの配員によって東京国際空港警戒配置箇所が配置され、1955年9月7日には東京国際空港警備派出所と改称、1958年7月22日には蒲田警察署羽田空港支所となった。そして1960年4月1日に東京空港警察署として昇格し、警務係（警務・警備・警邏・会計）、外事係および刑事防犯係が置かれて、羽田空港における警察体制が確立された。

## 組織
- 警務課
- 会計課
- 交通課
- 警備課
- 地域課
- 外事課
- 刑事生活安全組織犯罪対策課

## 交番
- 弁天橋交番（大田区羽田空港一丁目1番1号）
- 第1ターミナル交番（大田区羽田空港三丁目3番2号）
- 第2ターミナル交番（大田区羽田空港三丁目4番2号）
- 第3ターミナル交番（大田区羽田空港二丁目6番5号）
- 駐在所、地域安全センターはない。